# Caransebeș
Caransebeș este un municipiu în județul Caraș-Severin, Banat, România, format din localitatea componentă Caransebeș (reședința), și din satul Jupa. În Evul Mediu până în secolul al XVI-lea Caransebeșul a fost centrul politic al unui district românesc care se bucura de autonomie și istorie proprie. Se află la confluența râurilor Timiș și Sebeș, ultimul curgând din Munții Țarcu. În vest, se află în contact direct cu Munții Banatului. Este un important nod feroviar, fiind localizat la aproximativ 40 km depărtare de Reșița, 45 km de Lugoj, 21 km de Oțelu Roșu, 70 km de Hațeg și în jur de 25 km depărtare de stațiunea de schi Muntele Mic, aflată în Munții Țarcu.

## Climă
Clima din Caransebeș este oarecum blândă. Influențele climatice submediteraneene sunt prezente într-o oarecare măsură. Temperaturile nu scad prea jos iarna (având o medie de 0 – 15 °C), dar verile pot fi calde (media 30 – 40 °C). Precipitațiile pot fi foarte abundente pe parcursul anului.

## Istorie
Primele așezări pe acest teritoriu ar data din timpurile dacice. Descoperirile arheologice cum ar fi urmele unor construcții preromane, morminte de tip tumular, dau mărturie până astăzi de acest fapt. Romanii au fost cei care au construit castrul de la Tibiscum, care a fost descoperit de arheologi lângă satul apropiat Jupa. Tibiscum este considerat una dintre porțile creștinismului în Dacia.
În 1350 este atestat districtul românesc Sebeș, care mai târziu a inglobat districtul Caran, devenind astfel cunoscut ca districtul Caransebeș. În anul 1385 este atestat mănăstirea franciscanilor din Caransebeș, ridicată probabil în timpul regelui Ludovic de Anjou (1342-1382). Mănăstirea a fost construită pe vechile ziduri ale unei biserici ortodoxe de rit răsăritean, dovadă fiind altarul poziționat cu fața către nord-est. Ruinele au fost scoase la lumină întâmplător în anul 1988, cu prilejul unor lucrări de urbanism. Ele sunt vizibile si astazi in centrul orasului. Ca urmare a Bătăliei de la Varna din 1444, Banatul și districtul Caransebeșului au fost prădate de turci.
În anul 1738 Caransebeșul a fost ars în intregime de „vlahi”, în timpul răscoalei românilor împotriva Imperiului Austriac, cum menționează cronica franciscană. Românii s-au revoltat împotriva fiscalității impuse de administrația imperială și împotriva măsurilor de reformă impuse de imperiali. Refacerea orașului s-a realizat rapid. În anul 1788 orașul a fost ars în cursul unei incursiuni otomane. Noua biserică franciscană, construită în secolul al XVIII-lea, funcționează în prezent ca biserică parohială romano-catolică, la vest de vechiul sit arheologic, lângă care a fost construită noua catedrală ortodoxă, sub conducerea episcopului Laurențiu Streza.
După ce căile ferate au început să apară, rolul Caransebeșului a crescut continuu. La sfârșitul secolului al XIX-lea românii din oraș l-au ales deputat în Parlamentul Ungariei pe Traian Doda, fost general în armata austriacă și un mare luptător pentru puținele drepturi politice pe care românii le aveau la acea dată în cadrul dualismului austro-ungar. În urma unirii Transilvaniei cu România din 1918, Caransebeșul a devenit parte a României Mari. În timpul regimului comunist a fost construit Aeroportul Caransebeș și o bază aeriană în apropierea orașului.

## Stema municipiului
Stema oficială a municipiului Caransebeș a fost adoptată de Guvern prin Hotărârea nr. 1533/2002.  
Aceasta se compune dintr-un scut curbat la bază, tăiat-despicat în talpă.
Primul cartier, pe roșu, conține o cetate medievală de argint, cu două turnuri ascuțite și poartă centrală închisă, însoțită de un "soare-răsare" și o lună, ambele de aur. Deasupra cetății planează un braț drept înzăuat cu spadă, tot de argint. Cartierul al doilea, pe albastru, îl prezintă pe Sfântul Gheorghe ecvestru, străpungând cu sulița anticristul reprezentat printr-o amfipteră, totul de argint. Aureola Sfântului Gheorghe și solzii animalului sunt executate din aur. Al treilea cartier, pe aur, reprezintă un soldat roman cu scutul lăsat, sprijinindu-se într-o suliță cu vârful în jos, totul de culoare albă, ce sugerează marmura. Scutul este timbrat de o coroană murală din argint cu cinci turnuri crenelate, simbolizând statutul de municipiu al localității.
Semnificația elementelor însumate
Armele primului cartier fac trimitere la secolul al XIII-lea, perioadă în care Caransebeșul este atestat documentar și în care orașul fortificat cunoaște o puternică dezvoltare.
Urbea este cunoscută ca un bastion de apărare a creștinătății împotriva invaziei păgâne, iar cei doi aștri semnifică libertatea, belșugul, veșnicia, dar și înnoirea Caransebeșului.
Cartierul albastru, care semnifică credință, speranță și sinceritate, este rezervat credinței creștine a locuitorilor.
Sfântul militar, patron spiritual al Episcopiei de Caransebeș, reprezintă victoria Binelui împotriva Răului.
Soldatul roman din ultimul cartier este întruchiparea lui Virtus, zeu roman al curajului, și face trimitere la virtuțile tradiționale: cinstea, curajul, sinceritatea, însușiri morale tipice locuitorilor acestei așezări.

## Educație

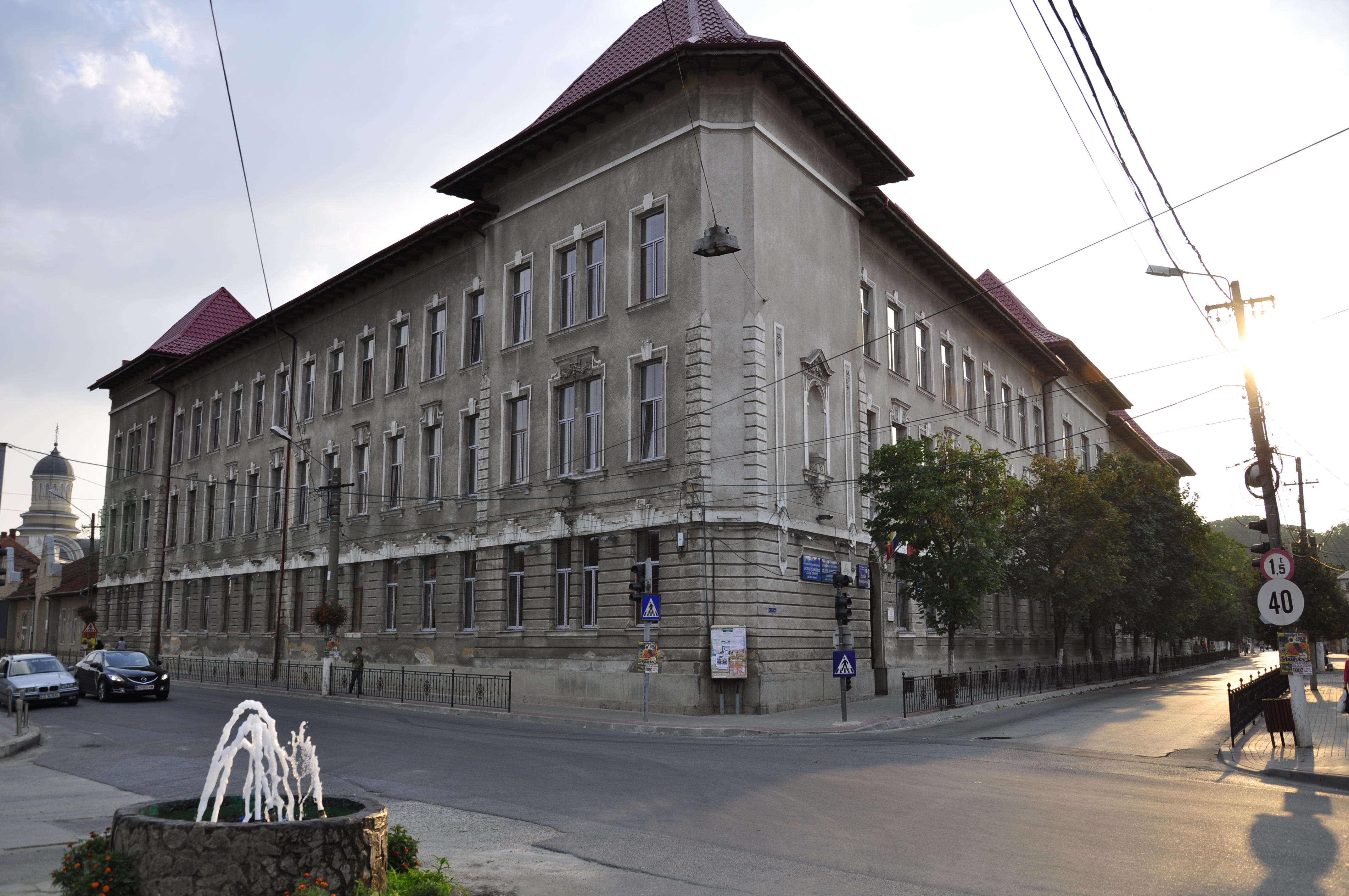
Colegiul Național „Constantin Diaconovici Loga”

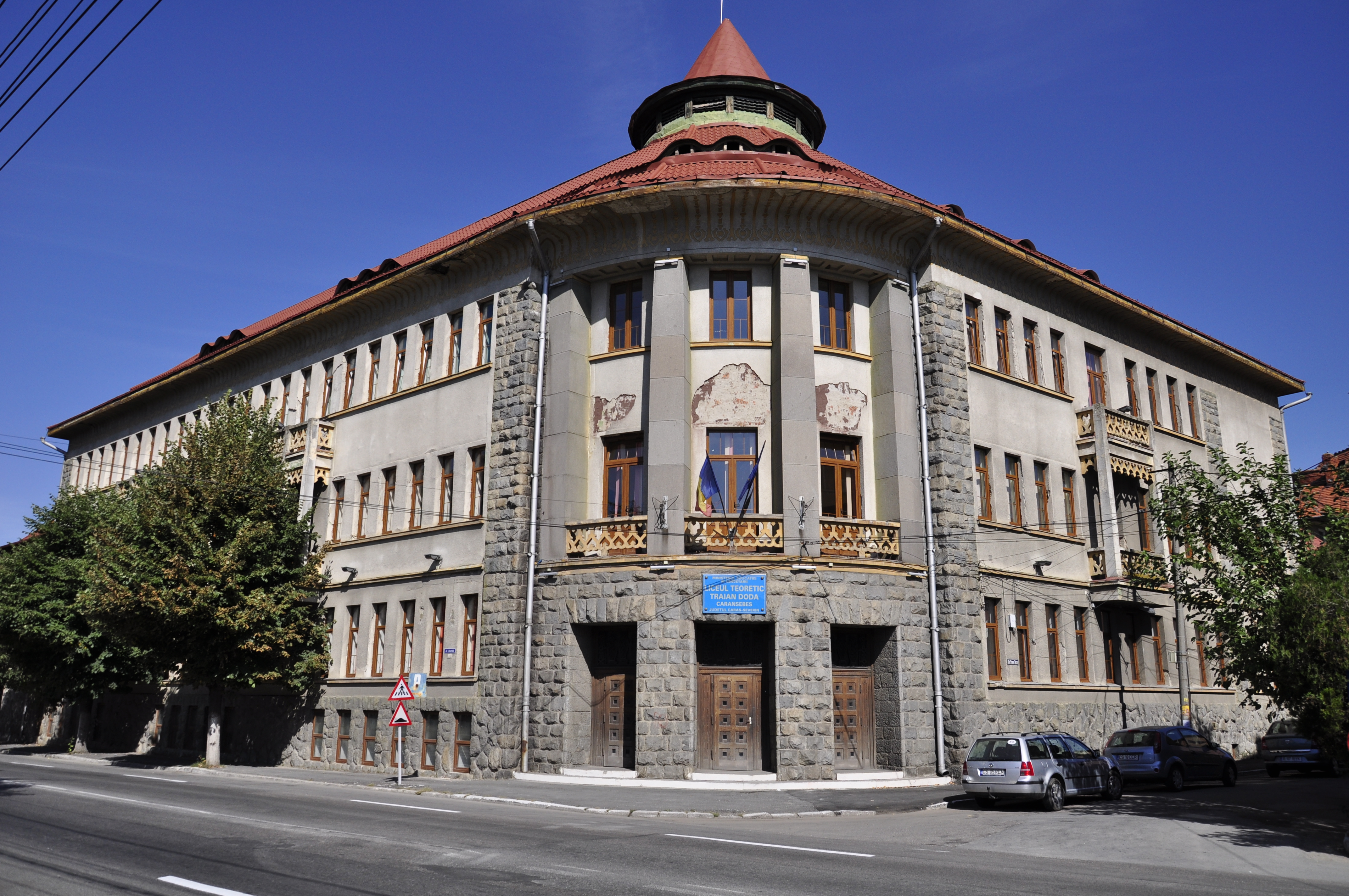
Colegiul Național „Traian Doda”

În Caransebeș, principalele instituții de învățământ sunt colegiul național „Constantin Diaconovici Loga” și colegiul național „Traian Doda”. Aceste institute nu servesc doar orașul, dar și nordul județului.

## Transporturi
Caransebeșul a fost conectat la rețeaua feroviară în anul 1876, odată cu inaugurarea căii ferate Timișoara–Caransebeș. În anul 1879 aceasta a fost prelungită până la Orșova și interconectată cu rețeaua de căi ferate din Regatul României.

## Demografie
Componența etnică a municipiului Caransebeș
     Români (80,36%)
     Alte etnii (2,98%)
     Necunoscută (16,66%)
Componența confesională a municipiului Caransebeș
     Ortodocși (73,05%)
     Baptiști (2,99%)
     Romano-catolici (2,92%)
     Penticostali (2,08%)
     Alte religii (1,52%)
     Necunoscută (17,44%)
Conform recensământului efectuat în 2021, populația municipiului Caransebeș se ridică la 21.714 locuitori, în scădere față de recensământul anterior din 2011, când fuseseră înregistrați 24.689 de locuitori. Majoritatea locuitorilor sunt români (80,36%), iar pentru 16,66% nu se cunoaște apartenența etnică. Din punct de vedere confesional, majoritatea locuitorilor sunt ortodocși (73,05%), cu minorități de baptiști (2,99%), romano-catolici (2,92%) și penticostali (2,08%), iar pentru 17,44% nu se cunoaște apartenența confesională.
0500010.00015.00020.00025.00030.00035.00019121948196619922011populațiePopulația istorică din Caransebeș
Date: Recensăminte sau birourile de statistică - grafică realizată de Wikipedia

## Politică și administrație
Municipiul Caransebeș este administrat de un primar și un consiliu local compus din 19 consilieri. Primarul, Felix-Cosmin Borcean[*], de la Partidul Social Democrat, este în funcție din 2016. Începând cu alegerile locale din 2024, consiliul local are următoarea componență pe partide politice:
|  | Partid                          | Consilieri | Componența Consiliului | Componența Consiliului | Componența Consiliului | Componența Consiliului | Componența Consiliului | Componența Consiliului |
|  | ------------------------------- | ---------- | ---------------------- | ---------------------- | ---------------------- | ---------------------- | ---------------------- | ---------------------- |
|  | Partidul Național Liberal       | 6          |                        |                        |                        |                        |                        |                        |
|  | Partidul Social Democrat        | 6          |                        |                        |                        |                        |                        |                        |
|  | Partidul PRO România            | 2          |                        |                        |                        |                        |                        |                        |
|  | Alianța pentru Unirea Românilor | 2          |                        |                        |                        |                        |                        |                        |
|  | Alianța Dreapta Unită           | 2          |                        |                        |                        |                        |                        |                        |
|  | Pleșa Traian-Adrian             | 1          |                        |                        |                        |                        |                        |                        |

## Personalități
- George Buitul (1589-1635), rector al misiunii iezuite, filolog;
- Gavril Ivul (1619 - 1678), călugăr iezuit român, profesor de filosofie și teologie;
- Constantin Diaconovici Loga (1770-1850), pedagog și scriitor;
- Theodor Seracin (1836-1901), general;
- Wilhelm Klein (1850-1924), arheolog;
- Ion Dragalina (1860-1916), general;
- Traian Băcilă (1867-1931), general;
- René Fülöp Miller (1891-1963), sociolog și scriitor;
- Aura Buzescu (1894-1992), actor;
- Nicolae Corneanu (1923-2014), mitropolit;
- Sorin Grindeanu (n. 1973), politician;
- Adrian Marcu (n. 1973), scriitor;
- Raul Opruț (n. 1998), fotbalist.

## Galerie

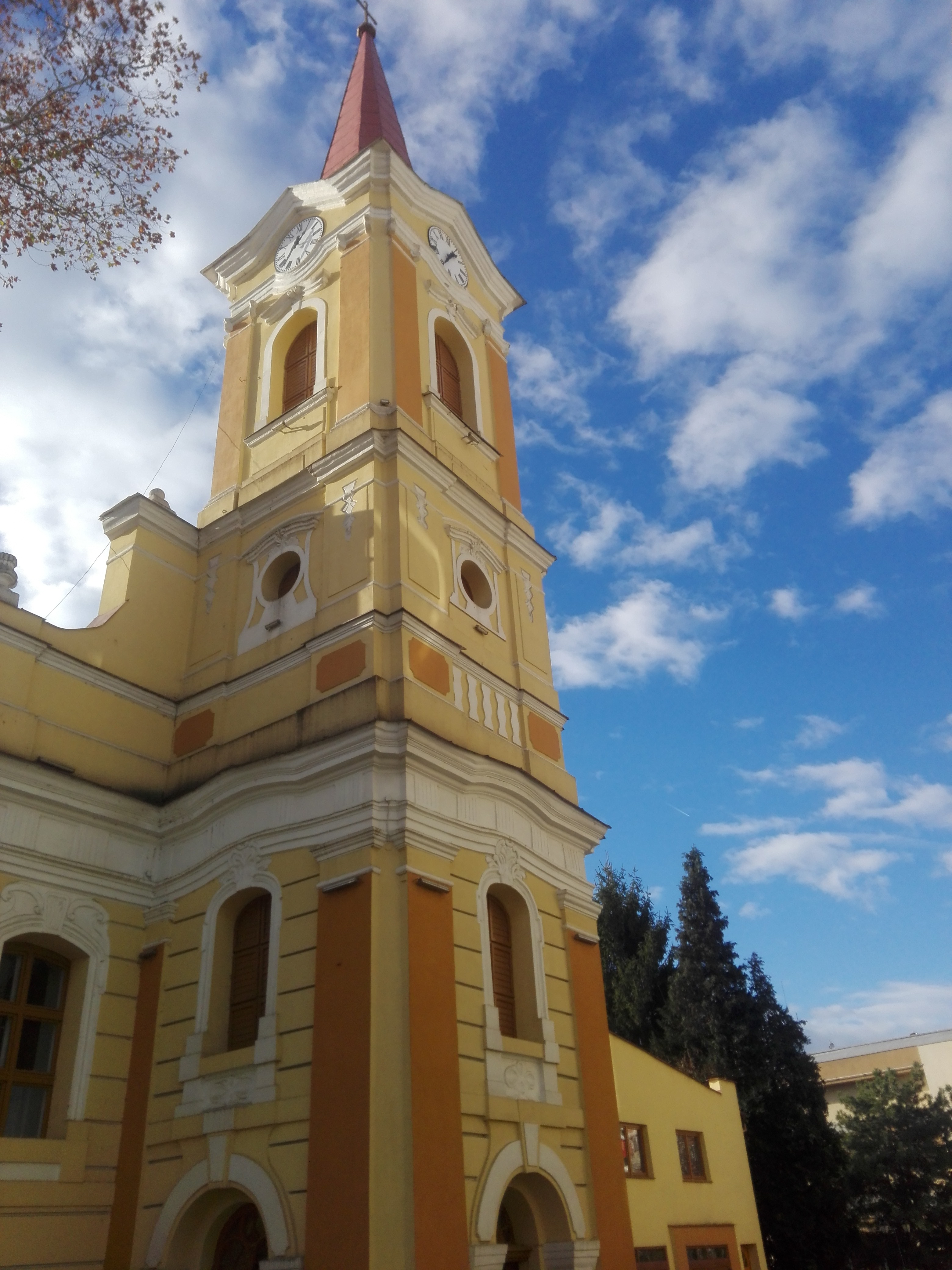
Biserica romano-catolică
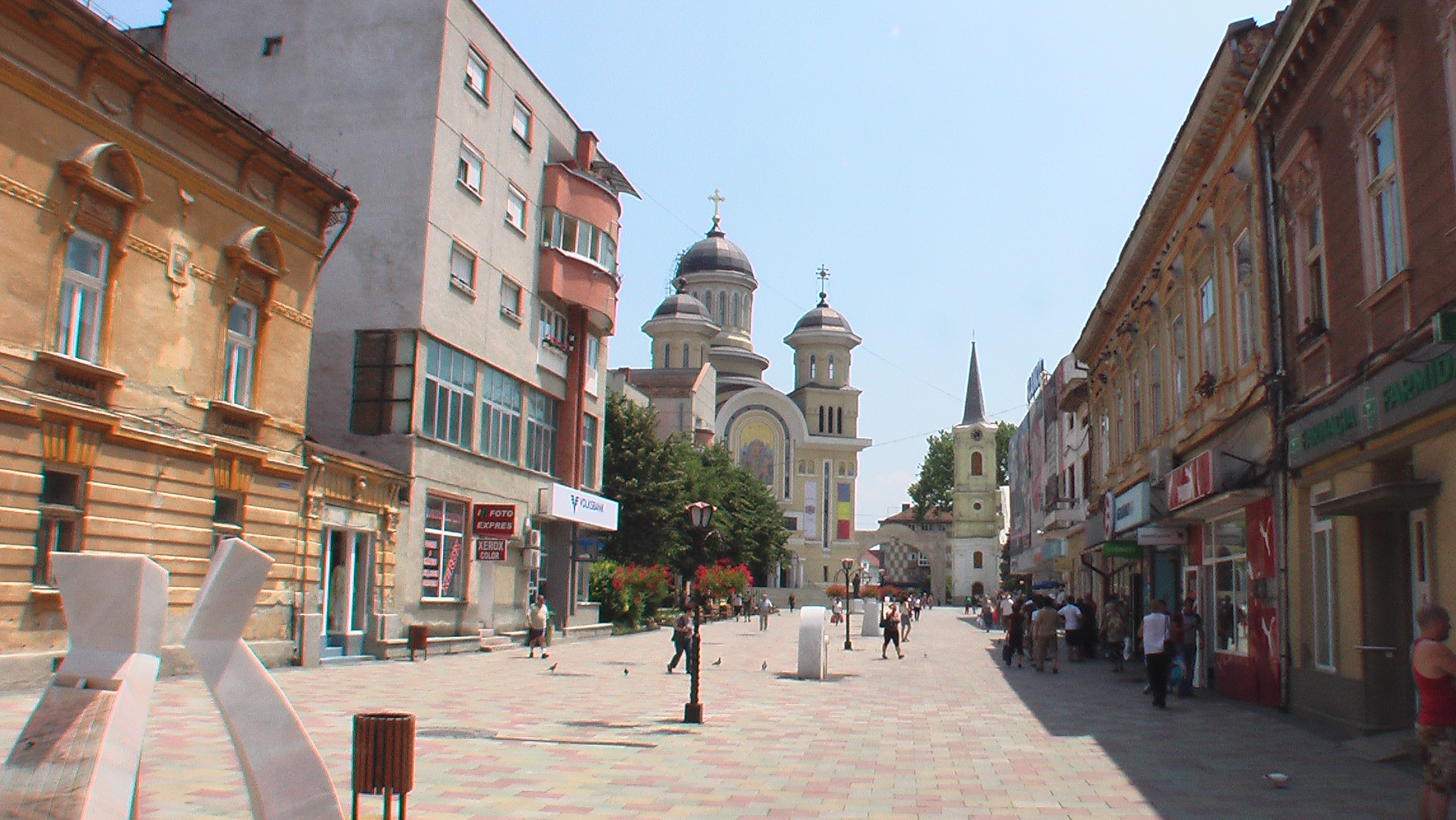
Centrul pietonal
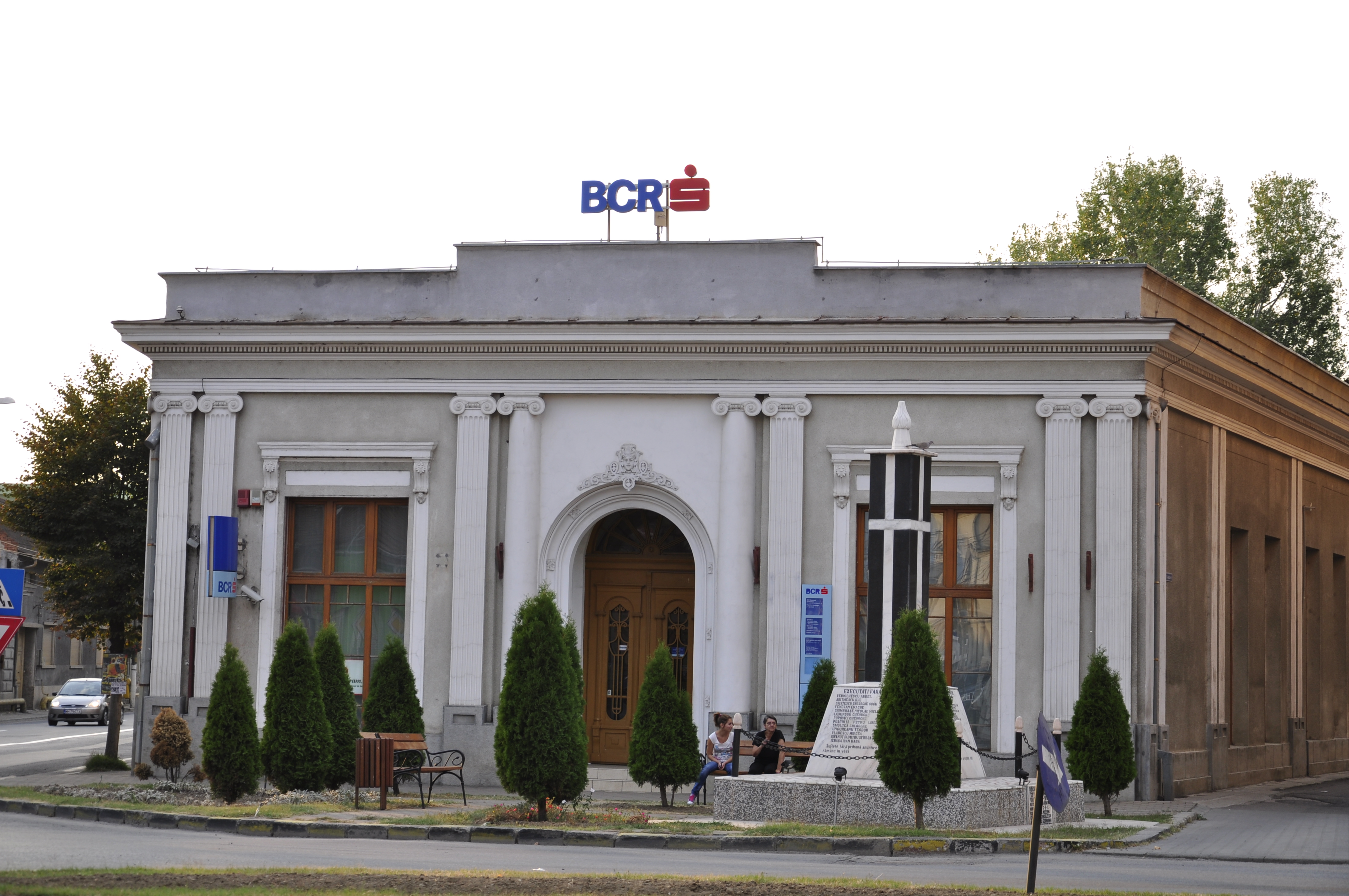
Banca Comercială
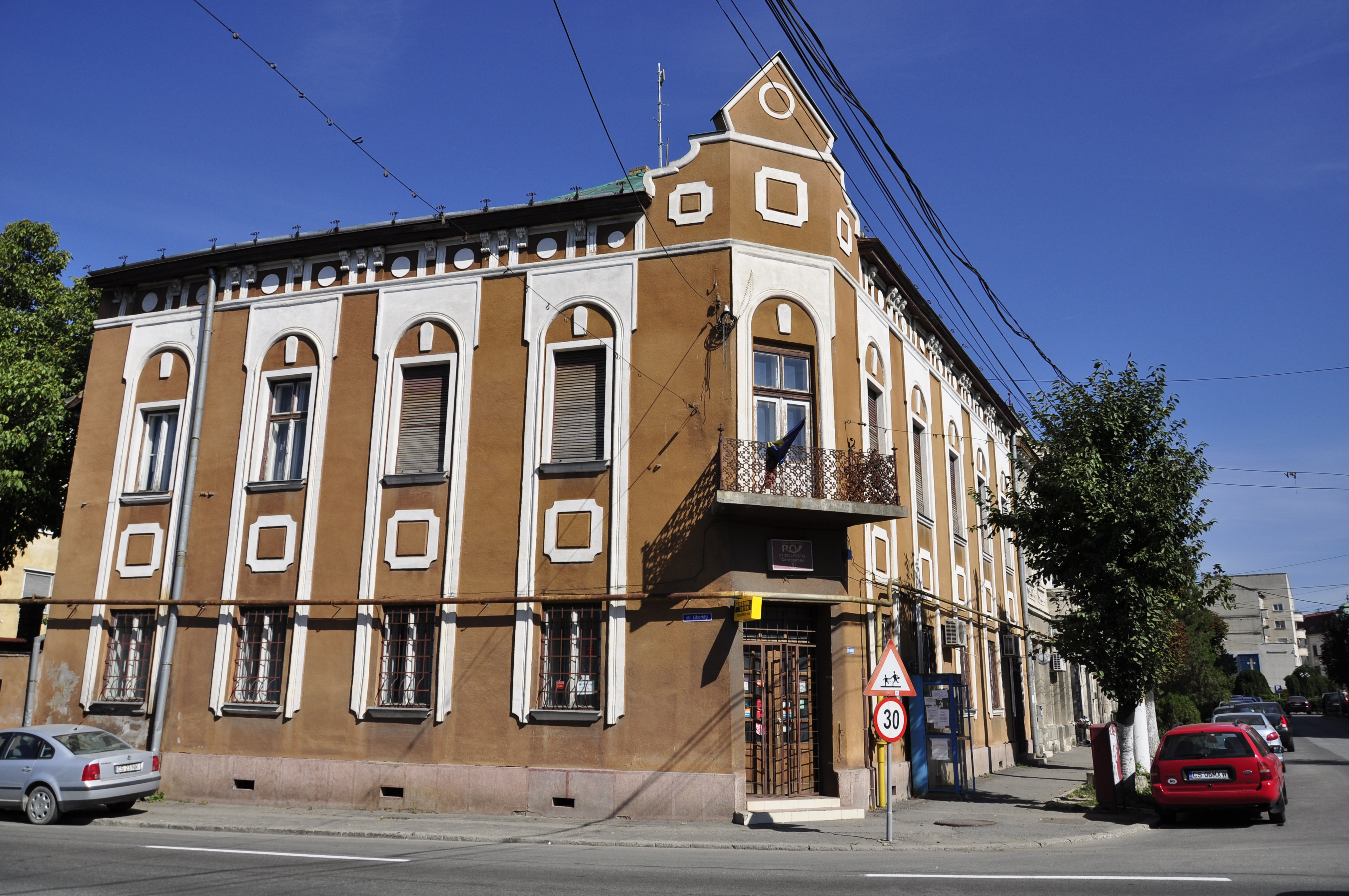
Poșta
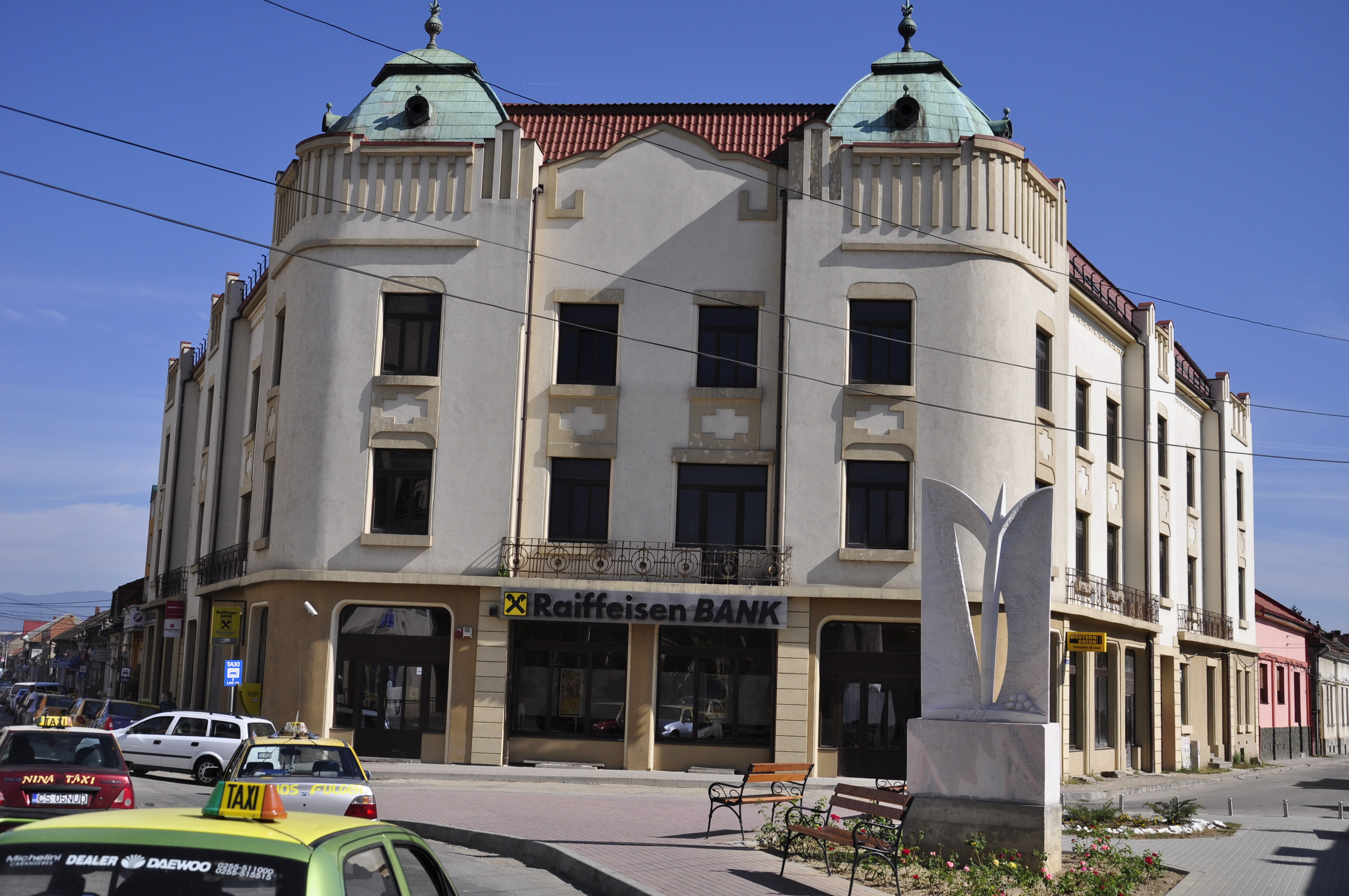
Palatul Korongy
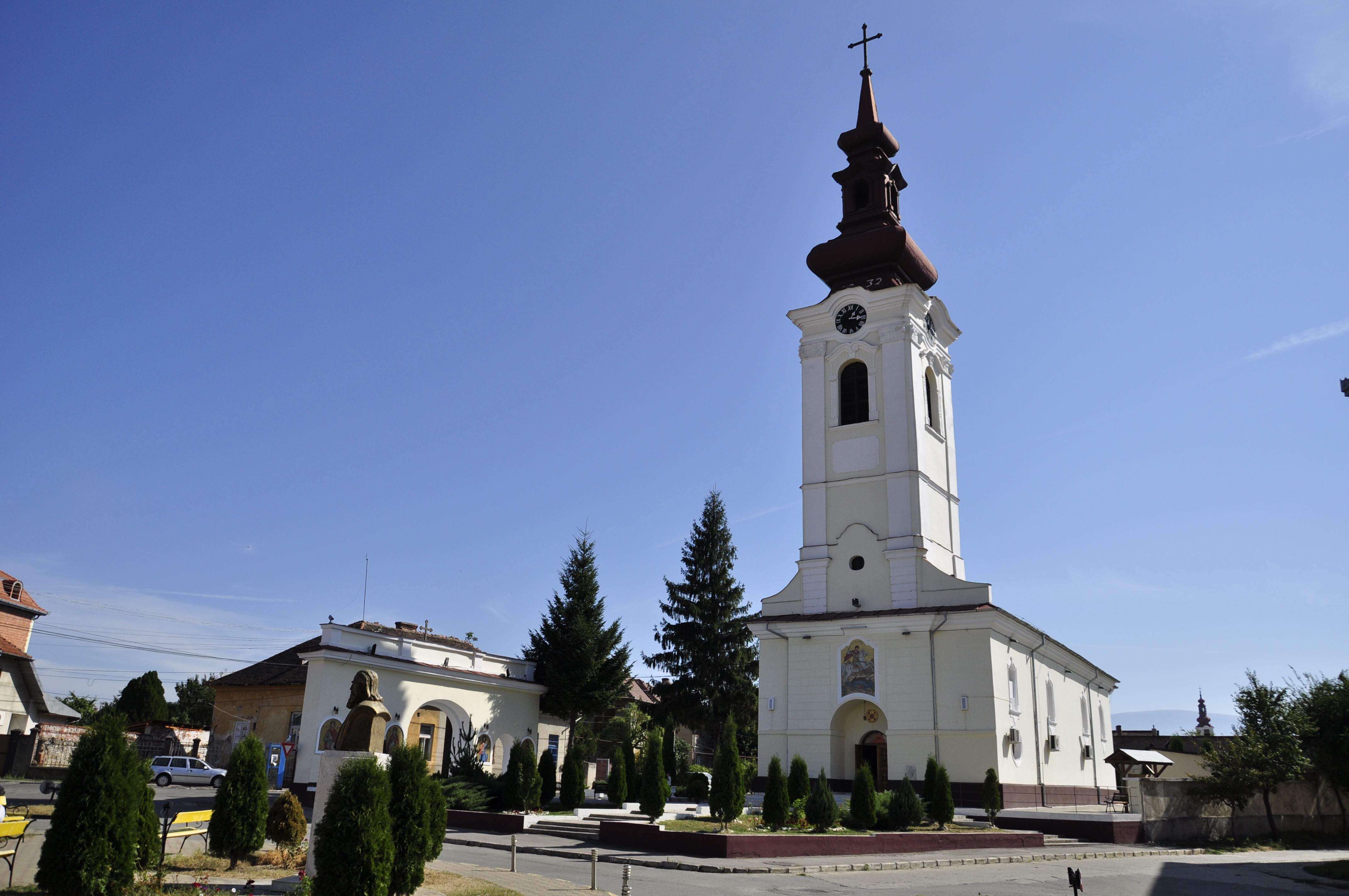
Catedrala "Sf. Gheorghe"
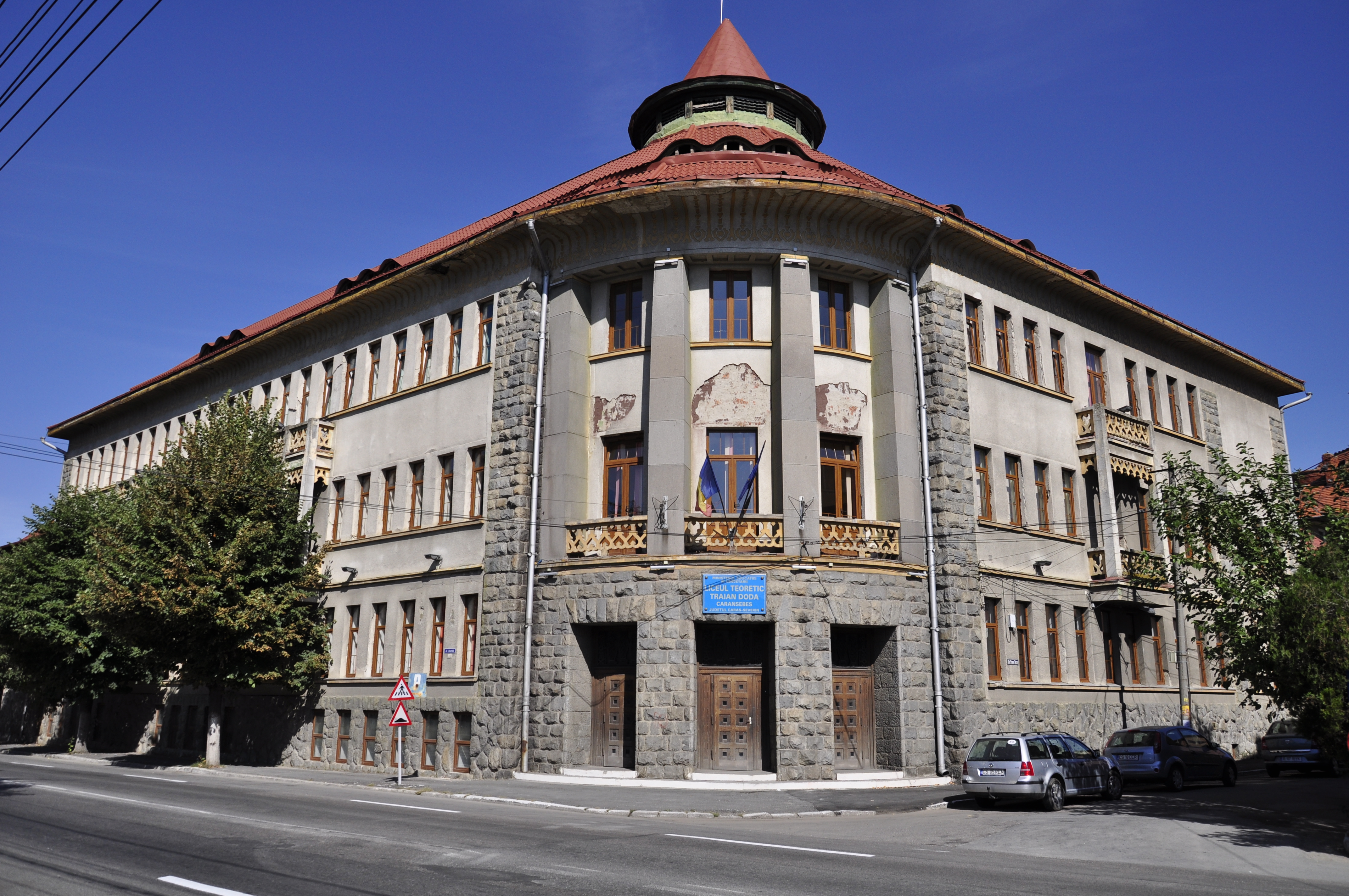
Colegiul Național "Traian Doda"
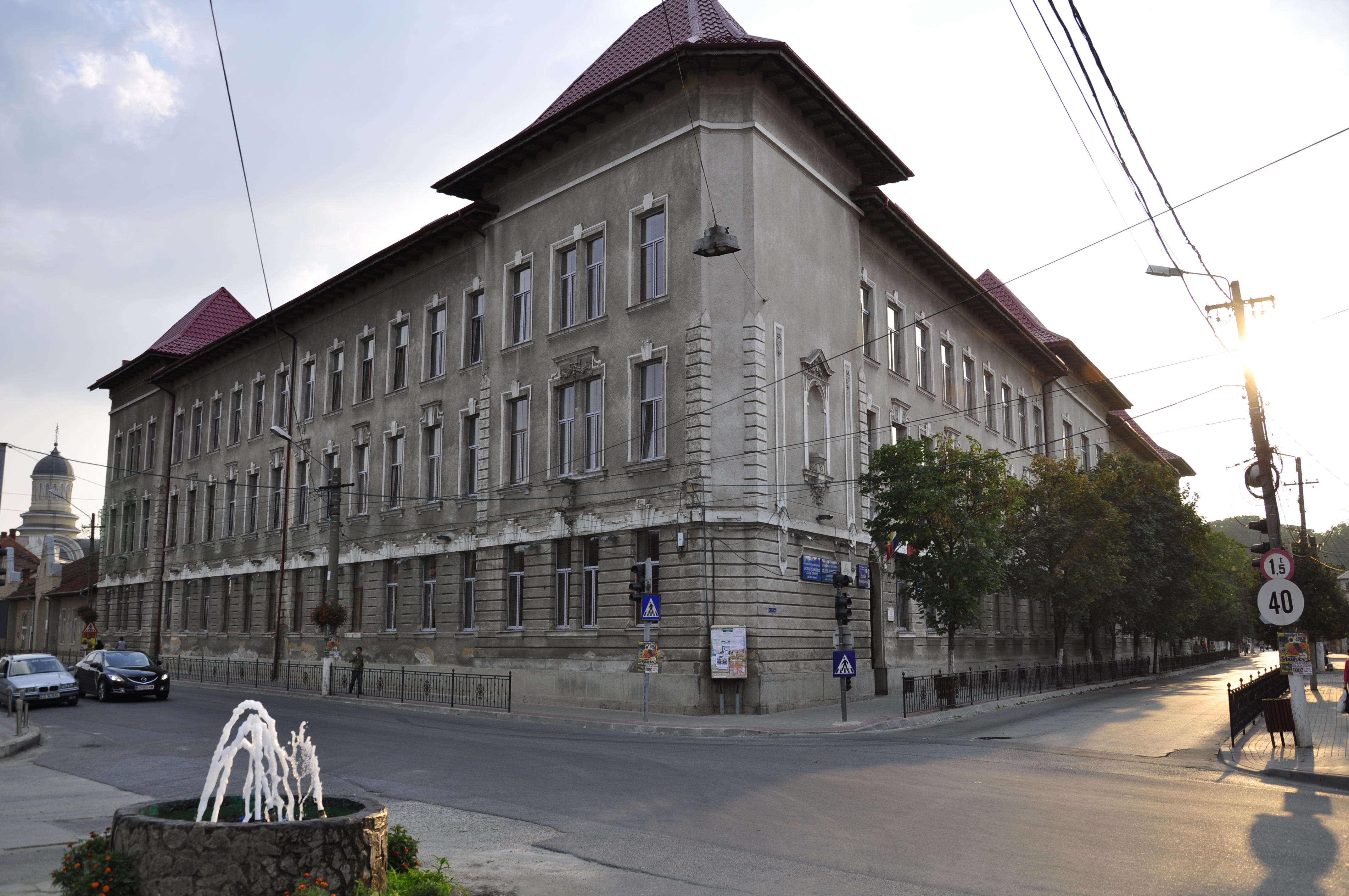
Colegiul Național "Constantin Diaconovici Loga"
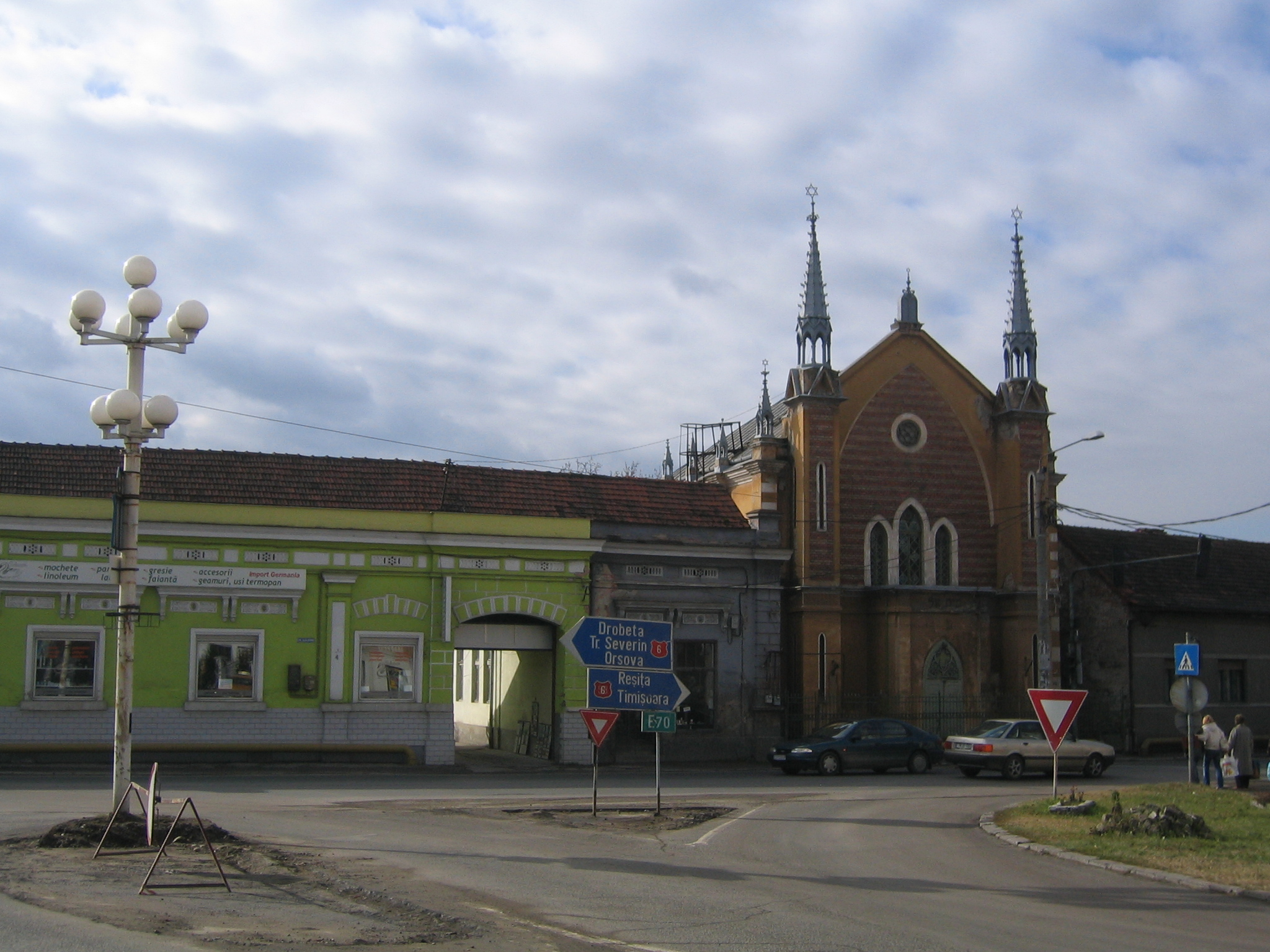
Sinagoga
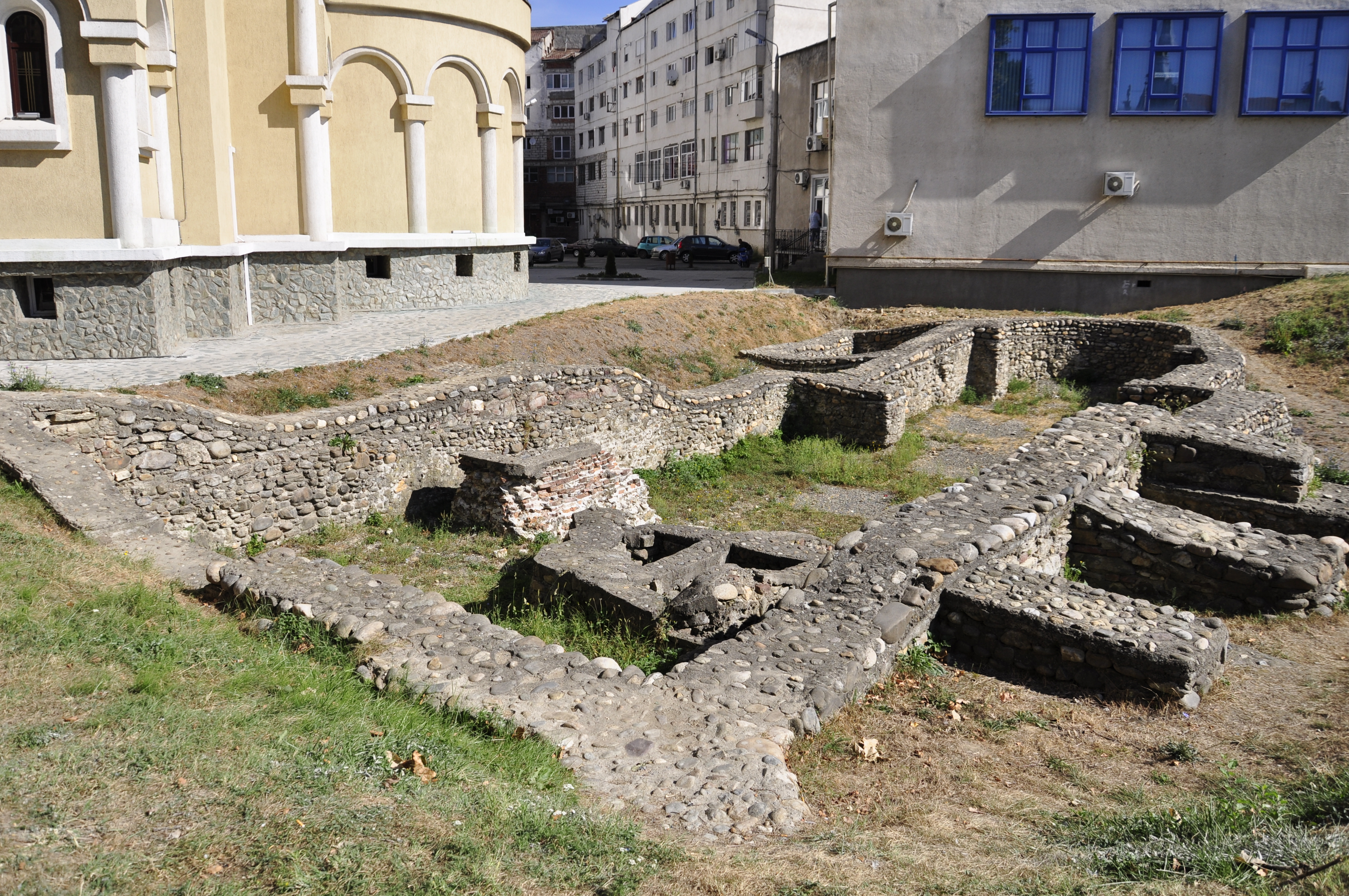
Ruinele bisericii de rit răsăritean (ulterior franciscană) - sit
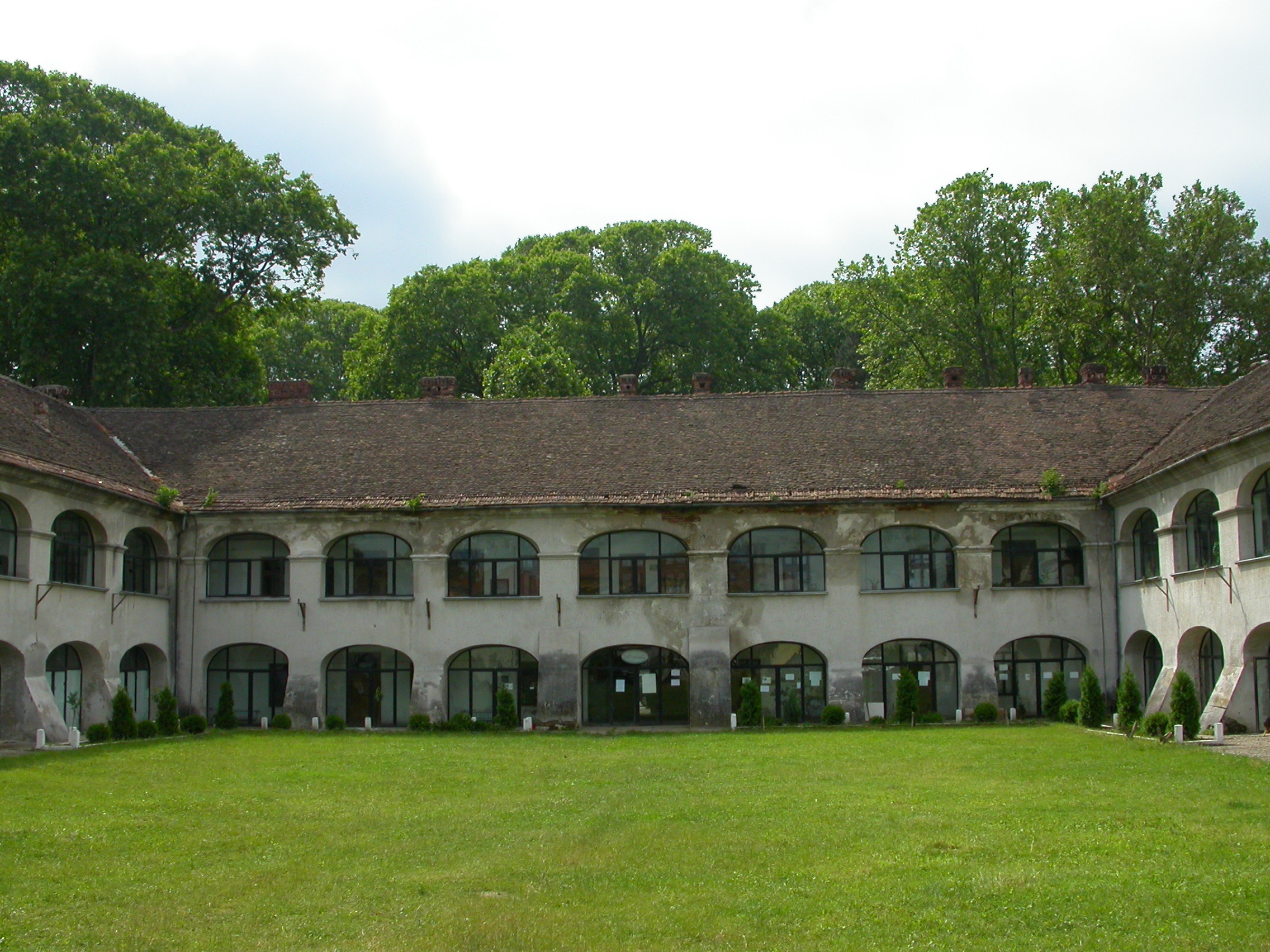
Cazarma grănicerilor
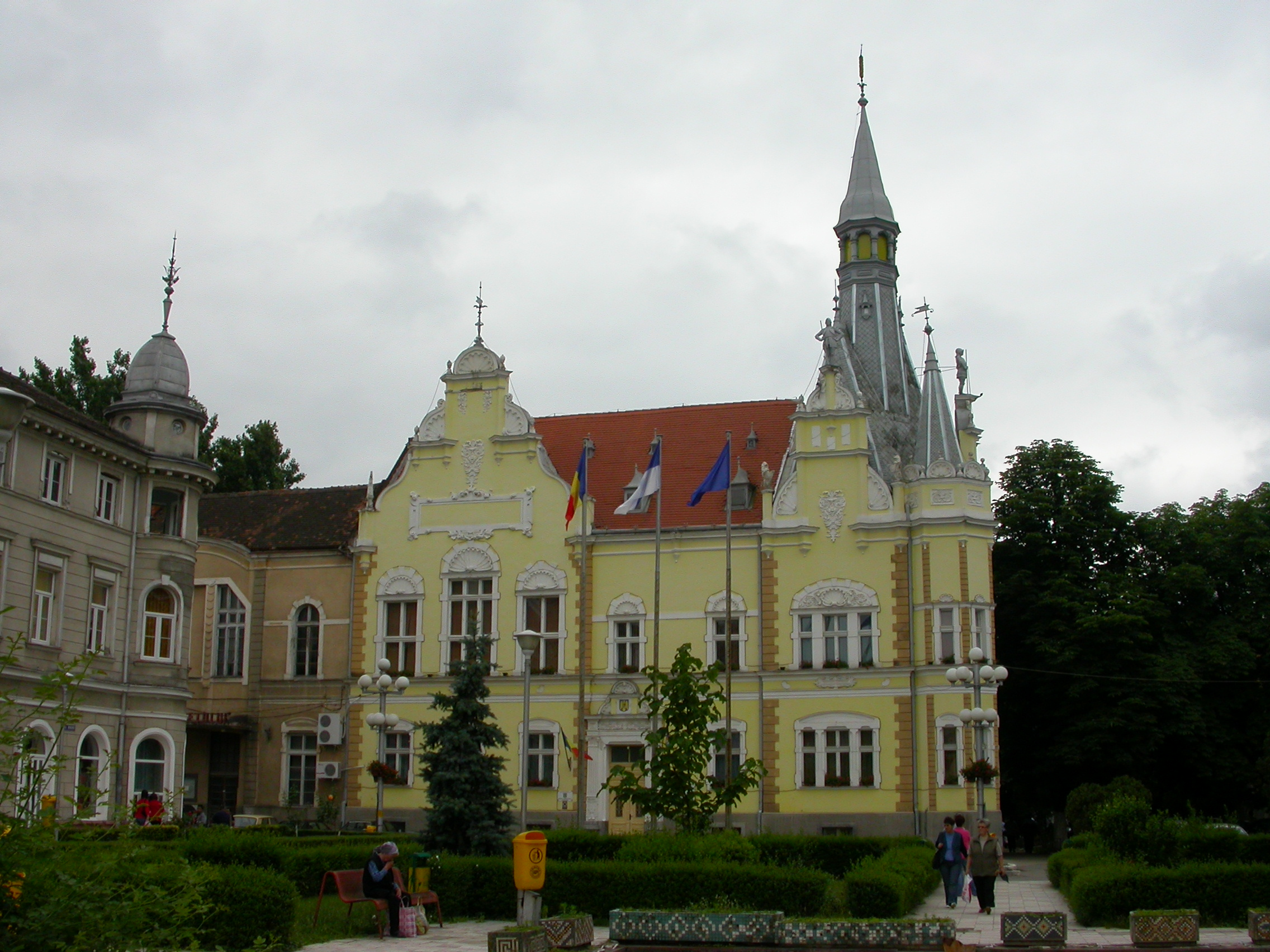
Primăria
Monumentul Pro Patria